# Comtat de Ficquelmont

Escut de la casa de Ficquelmont

El comtat de Filquemont fou una jurisdicció feudal de l'antic règim francès. Inicialment una senyoria va ser elevada a comtat. la família Ficquelmont fou una antiga família de la noblesa de Lorena sorgida al lloc de Ficquelmont a Meurthe-et-Moselle. El seu escut d'armes és d'or amb tres pals allisats, rebaixats i clavats de gules, sota d'un llop passant de sable.

## Prínceps lorenesos
La família figura entre els darrers descendents capets i s'enorgulleix de ser una de les més antigues famílies conegudes de la noblesa fins als orígens de l'Imperi Carolingi. Els seus membres, titulats comtes de Ficquelmont, de Parroy, de Champcourt, de Bathlémont, cavallers immemorials i barons de Lorena, van ocupar el càrrec més prestigiosos del ducat i van subministrar igualment alts dignataris l'Orde de Malta, a l'Orde del Toisó d'Or i caps militars al servei de França. Després de la unió de Francesc III de Lorena i de Maria Teresa I d'Àustria, van servir a la dinastia dels Habsburg. Al Tractat de Viena (1737) Lorena va entrar al si de la corona de França i els Ficquelmont, igual com les principals famílies de l'alta noblesa lorenesa, van obtenir una dispensa reial per tal de servir i residir a la seva elecció a França o a l'Imperi.

## Prínceps francesos i austríacs
La seva elecció fou decididament francesa: el comte Carles Enric va fer rebre cadascun dels seus fills als honors de la cort de Versalles. Però aviat la Revolució Francesa els colpejà durament, dispersant els seus membres. Una part de la família es va quedar a França i va experimentar el Terror, molts no van sobreviure (hi ha documentades diverses decapitacions), una altra part de la família va haver d'escollir l'emigració a Àustria on els Ficquelmont conservaven béns i parents, i van combatre en l'exèrcit austríac. El seu principal representant fou el comte Carles Lluís de Ficquelmont, nascut al castell de Dieuze el 23 de març de 1777. Eminent diplomàtic i cap del partit conservador, va succeir a Metternich al capdavant de l'Imperi d'Àustria el 1848; aquesta branca està actualment extinta. De l'altra branca van sortir Clotilde de Vaux, musa d'August Comte que la va transformar en deessa sàvia del positivisme (era neboda del precedent), i el seu germà Maximilià, brillant matemàtic i politècnic. Aquest últim és l'inventor de la xifra I.

## Aliances i residències
La família està vinculada als prínceps Kutuzov, Tiesenhausen, als Comtes de la Marca, als prínceps de Clary-Aldringen, als Choiseul, als prínceps de Ligne, als Hohenzollern-Hechingen, als Beauvau, als Châtelet, als Chotek, als Salm, als Vaudémont, als Haraurcourt, als Radziwill, i altres.
Existeixen palaus dels Ficquelmont a les ciutats de Venècia, Viena i Sant Petersburg, el castell familiar era al lloc epònim a Meurthe-et-Moselle i va ser destruït en un incendi el 1877; nombrosos altres feus i castells van pertànyer a la família Ficquelmont, que tenen residències particulars a Nancy, Karlsruhe, Ratisbona, Estrasburg i Praga.